# Uroleucon mendocinum
Uroleucon mendocinum är en insektsart som beskrevs av Mier Durante och Ortego 2007. Uroleucon mendocinum ingår i släktet Uroleucon och familjen långrörsbladlöss. Inga underarter finns listade i Catalogue of Life.